# Île Ducos
L’île Ducos est une îlot de Nouvelle-Calédonie appartenant administrativement à Boulouparis.